# Marcelo Tomás Barrios Vera
Marcelo Tomás Barrios Vera (Chillán, 10 dicembre 1997) è un tennista cileno.
Ha vinto alcuni tornei nei circuiti Challenger e ITF e il suo miglior ranking ATP in singolare è stata la 93ª posizione del gennaio 2024. In doppio ha vinto un titolo nel circuito maggiore, in coppia con il connazionale Alejandro Tabilo ma non è andato oltre la 217ª posizione del febbraio 2022. Ha esordito nella squadra cilena di Coppa Davis nel 2017.

## Carriera

### 2013-2016, inizi da professionista e primi titoli ITF
Fa le sue prime apparizioni tra i professionisti nel circuito ITF a fine 2013, continua a giocare saltuariamente e nell'ottobre 2015 debutta con una sconfitta nel circuito Challenger. Inizia quindi a giocare con continuità, quello stesso mese raggiunge in doppio la sua prima finale al torneo ITF Chile F6 e deve dare forfait prima dell'incontro; il mese dopo gioca la prima finale ITF in singolare al Colombia F9. A dicembre alza il primo trofeo da professionista vincendo in doppio il torneo Chile F9. Il primo titolo in singolare arriva nel maggio 2016 al torneo Mexico F2, con il successo in finale su Darian King per 6-1, 6-2. Quell'anno vince un altro torneo ITF in singolare e uno in doppio.

### 2017-2020, esordio in Coppa Davis, prima semifinale ATP e primo titolo Challenger in doppio
Fa il suo esordio nella squadra cilena di Coppa Davis nel febbraio 2017 in occasione della sfida con la Repubblica Dominicana e vince in singolare a risultato già acquisito dai cileni. Il mese successivo vince il primo titolo Challenger imponendosi in doppio nel torneo di Santiago, dove in coppia con	Nicolás Jarry sconfigge in finale Máximo González / Andrés Molteni per 6-4, 6-3. Nel corso della stagione vince anche due tornei ITF in singolare e verso fine anno entra per la prima volta nella top 300 del ranking. Nei due anni successivi non compie progressi significativi, nel 2019 vince un solo titolo ITF in singolare, mentre nel febbraio 2020 fa il suo esordio nel circuito ATP a febbraio a Santiago del Cile e raggiunge la semifinale in doppio assieme ad Alejandro Tabilo, vince un incontro anche in singolare sconfiggendo Carlos Taberner e al secondo turno viene eliminato da Hugo Dellien.

### 2021, primo titolo Challenger e top 150 in singolare
Nel marzo del 2021 gioca la prima finale in singolare in un torneo Challenger a Santiago del Cile e viene sconfitto in due set da Sebastián Báez. A giugno perde anche la finale di Almaty contro Jesper de Jong La settimana successiva supera per la prima volta le qualificazioni in un torneo del Grande Slam a Wimbledon sconfiggendo nell'ordine Mitchell Krueger, Enzo Couacaud e la testa di serie nº 1 Kamil Majchrzak; viene eliminato al primo turno in 4 set da Kevin Anderson. A fine torneo fa il suo ingresso nella top 200 del ranking. Un mese più tardi viene sconfitto al suo esordio olimpico ai Giochi di Tokyo. In agosto vince il suo primo titolo Challenger in singolare a Meerbusch sconfiggendo in finale Juan Manuel Cerúndolo con il punteggio di 7-6, 6-3. Nel periodo successivo disputa in singolare due semifinali Challenger e a novembre sale alla 141ª posizione mondiale, mentre in doppio perde la finale al Lima Challenger.

### 2022, top 130, infortunio e discesa nel ranking
Nel gennaio 2022 fa il suo esordio nella squadra cilena di ATP Cup, viene schierato in doppio assieme ad Alejandro Tabilo e vincono due dei tre incontri giocati. Supera poi le qualificazioni in singolare agli Australian Open ed esce al primo turno. Con le finali Challenger disputate in maggio a Salvador de Bahia e in giugno a Poznań porta il miglior ranking ATP alla 124ª posizione. In quel periodo inizia a soffrire per un infortunio a una rotula e ad agosto si sottopone a un intervento chirurgico, a cui fa seguito una lunga riabilitazione. A dicembre scende al 232º posto mondiale.

### 2023, due titoli Challenger e 103º del ranking in singolare e una semifinale ATP in doppio
Rientra in campo per l'inizio del 2023 e a gennaio perde la finale del Brasil Tennis Challenger. Il mese successivo viene eliminato nei quarti all'ATP di Córdoba da Sebastián Báez dopo aver eliminato i top 100 Daniel Elahi Galán e Bernabé Zapata Miralles. All'ATP del Chile Open è costretto a dare forfait dopo aver raggiunto la semifinale in doppio. Ad aprile si aggiudica il titolo al San Luis Potosí Challenger e all'Aberto de Tênis de Santa Catarina, sconfiggendo nelle rispettive finali Dominik Koepfer e Alejandro Tabilo. A giugno perde in finale al Poznań Open. Vince il suo primo incontro in una prova del Grande Slam a Wimbledon superando il nº 46 ATP Baez ed esce di scena al secondo turno. Nella seconda parte della stagione consegue alcuni discreti risultati nei Challenger e chiude la stagione con il nuovo miglior ranking al 103º posto.

### 2024, primo titolo ATP in doppio, top 100 e discesa nel ranking in singolare
L'esordio stagionale avviene alla United Cup 2024, viene schierato in doppio misto e in coppia con Daniela Seguel sconfigge i fuoriclasse greci Maria Sakkari / Stefanos Tsitsipas. Senza aver ancora giocato alcun incontro in singolare a inizio stagione, l'8 gennaio entra per la prima volta nella top 100 e la settimana dopo sale al 93º posto. Subisce quindi una serie quasi ininterrotta di sconfitte e già a fine mese esce dalla top 100. A marzo vince a sorpresa il suo primo titolo ATP nel torneo di doppio a Santiago, dove gioca in coppia con Alejandro Tabilo e hanno la meglio in finale su Orlando Luz / Matias Soto con il punteggio di 6-2, 6-4. Si ferma a marzo e torna a giocare dopo due mesi di inattività. Nonostante a luglio raggiunga la prima finale Challenger stagionale in singolare, a fine torneo esce dalla top 200. Vi fa rientro la settimana successiva, quando vince il singolare al Challenger 75 Dutch Open. Non supera il primo turno ai Giochi di Parigi e alle qualificazioni degli US Open. Verso fine stagione perde la finale in doppio al Campeonato de Campinas e quella in singolare al Challenger Ciudad de Guayaquil.

### 2025
A gennaio viene sconfitto in finale al Challenger 75 Punta Open da Daniel Elahi Galán. Ad aprile vince il Challenger di Campinas superando in due set Álvaro Guillén Meza. Il mese successivo perde la finale al Challenger 100 del Danube Upper Austria Open contro Cristian Garín e torna a ridosso della top 100.

## Statistiche
Aggiornate al 5 maggio 2025.

### Doppio

#### Vittorie (1)
| Legenda doppio       |
| Grande Slam (0)      |
| ATP Finals (0)       |
| ATP Masters 1000 (0) |
| ATP Tour 500 (0)     |
| ATP Tour 250 (1)     |

| N. | Data         | Torneo               | Superficie  | Compagno         | Avversari in finale     | Punteggio |
| 1. | 2 marzo 2024 | Chile Open, Santiago | Terra rossa | Alejandro Tabilo | Orlando Luz Matias Soto | 6–2, 6–4  |

### Tornei minori

#### Singolare

##### Vittorie (12)
| Legenda        |
| -------------- |
| Challenger (5) |
| ITF (7)        |

| N.  | Data             | Torneo                                           | Superficie  | Avversario in finale  | Punteggio        |
| 1.  | 15 maggio 2016   | Mexico F2, Pachuca                               | Cemento     | Darian King           | 6–1, 7-6(3)      |
| 2.  | 9 ottobre 2016   | Colombia F9, Valledupar                          | Terra rossa | Daniel Elahi Galán    | 4-6, 6-3, 7-6(5) |
| 3.  | 10 dicembre 2017 | Chile F3, Antofagasta                            | Terra rossa | Alejandro Tabilo      | 5-7, 7-6(5), 6-2 |
| 4.  | 28 gennaio 2018  | U.S.A. F5, Weston                                | Terra rossa | Frederico Gil         | 6-2, 6-0         |
| 5.  | 22 aprile 2018   | U.S.A. F5, Orange Park                           | Terra rossa | Noah Rubin            | 6-3, 6-4         |
| 6.  | 11 agosto 2019   | M25 Portoviejo, Portoviejo                       | Terra rossa | Juan Pablo Ficovich   | 6-2, 6-0         |
| 7.  | 9 febbraio 2020  | M25 Lima, Lima                                   | Terra rossa | Carlos Gomez-Herrera  | 6-2, 6-2         |
| 8.  | 15 agosto 2021   | Meerbusch Challenger, Meerbusch                  | Terra rossa | Juan Manuel Cerúndolo | 7-6(7), 6-3      |
| 9.  | 9 aprile 2023    | San Luis Potosí Challenger, San Luis Potosí      | Terra rossa | Dominik Koepfer       | 7-6(6), 7-5      |
| 10. | 23 aprile 2023   | Aberto de Tênis de Santa Catarina, Florianópolis | Terra rossa | Alejandro Tabilo      | 6-4, 6-4         |
| 11. | 21 luglio 2024   | Dutch Open, Amersfoort                           | Terra rossa | Alexey Zakharov       | 6-2, 6-1         |
| 12. | 6 aprile 2025    | Campeonato Internacional de Campinas, Campinas   | Terra rossa | Álvaro Guillén Meza   | 6-2, 7-6(5)      |

##### Finali perse (16)
| Legenda         |
| --------------- |
| Challenger (10) |
| ITF (6)         |

| N.  | Data             | Torneo                                    | Superficie  | Avversario in finale   | Punteggio        |
| 1.  | 8 novembre 2015  | Colombia F9, Valledupar                   | Cemento     | Tigre Hank             | 5-7, 0-6         |
| 2.  | 26 marzo 2017    | Greece F3, Candia                         | Cemento     | Marek Jalovlec         | 2-6, 5-7         |
| 3.  | 18 marzo 2018    | Greece F3, Candia                         | Cemento     | Marko Tepavac          | 3-6, 5-7         |
| 4.  | 25 marzo 2018    | Greece F4, Candia                         | Cemento     | Stefan Seifert         | 7–6(4), 2-6, 2-6 |
| 5.  | 1º aprile 2018   | Greece F5, Candia                         | Cemento     | Yannick Jankovits      | 4-6, 3-6         |
| 6.  | 16 febbraio 2020 | M25 Lima, Lima                            | Terra rossa | Facundo Argüello       | 2-6, 4-6         |
| 7.  | 21 marzo 2021    | Santiago Challenger, Santiago del Cile    | Terra rossa | Sebastián Báez         | 3-6, 6(4)-7      |
| 8.  | 20 giugno 2021   | Almaty Challenger, Almaty                 | Terra rossa | Jesper de Jong         | 1-6, 2-6         |
| 9.  | 8 maggio 2022    | Salvador Challenger                       | Terra verde | João Domingues         | 6(9)-7, 1-6      |
| 10. | 5 giugno 2022    | Poznań Open, Poznań                       | Terra rossa | Arthur Rinderknech     | 3-6, 6(2)-7      |
| 11. | 21 gennaio 2023  | Brasil Tennis Challenger, Piracicaba      | Terra rossa | Andrea Collarini       | 2-6, 6(1)-7      |
| 12. | 24 giugno 2023   | Poznań Open, Poznań                       | Terra rossa | Mariano Navone         | 5-7, 3-6         |
| 13. | 14 luglio 2024   | Città di Trieste Challenger, Trieste      | Terra rossa | Federico Agustín Gómez | 1-6, 2-6         |
| 14. | 3 novembre 2024  | Challenger Ciudad de Guayaquil, Guayaquil | Terra rossa | Federico Agustín Gómez | 1-6, 4-6         |
| 15. | 27 gennaio 2025  | Punta Open, Punta del Este                | Terra rossa | Daniel Elahi Galán     | 7-5, 4-6, 4-6    |
| 16. | 4 maggio 2025    | Danube Upper Austria Open, Mauthausen     | Terra rossa | Cristian Garín         | 6-3, 1-6, 4-6    |

## Palmarès
- Giochi panamericani

Lima 2019:  Argento in singolare.
Santiago del Cile 2023:  Argento in singolare.
Santiago del Cile 2023:  Argento in doppio.
- Giochi sudamericani

Cochabamba 2018:  Oro in singolare.